# Paragrodiaetus erschoffi
Paragrodiaetus erschoffi är en fjärilsart som beskrevs av Lederer 1870. Paragrodiaetus erschoffi ingår i släktet Paragrodiaetus och familjen juvelvingar. Inga underarter finns listade i Catalogue of Life.